# Ficus malacocarpa
Ficus malacocarpa là một loài thực vật thuộc họ Moraceae. Loài này có ở Brasil, Colombia, Guyana, và Venezuela.